# نيللي عمر
نيلدا الفيرا فاتوونى (بالإسبانية: Nelly Omar) مغنية وممثلة وملحنة أرجنتينية لموسيقى التانجو والفلكلور من مدينة جوامينى إحدى مدن بوينس آيرس (10 سبتمبر 1911-20 ديسمبر 2013) وتشتهر في مجال الفن باسم نيللى عمر.
على الرغم من أنها بدأت مشوارها الفنى عام 1924 إلا أن فترة نجوميتها كانت عام 1930 و1940وهى التي لمعت فيها بسبب أشعارها: «شارعى» و «لأجلك أنت» و «دقة ودقة» و «مشاعر وخداع». ولقد حصلت على لقب «غارديل في التنانير» لعذوبة صوتها وغنائها الحسن، في حين لقبها الممثل انريكى دى روساس بصاحبة الصوت الفريد، وبدوره طورت حياتها السينيمائية الوجيزة،  وكانت نيللى عمر على علاقة عاطفية مع الملحن هوميرو مانزى الذي خصص لها التانغو مالينا على الرغم من غنائها «جنوب» و «هي فقط» وستتم الإشارة اليه أيضا. وكان محتما عليها التخلى عن حياتها الفنية بعد ثورة التحرير عام 1955 ولكنها عادت للظهور في العديد من المهرجانات والحفلات الموسيقية بالرغم من كبر سنها، وتعتبر من أكبر الداعمين للتانغو،  وقد حصلت على العديد من الجوائز والأوسمة كاختيارها لجائزة «المواطن المتميز لمدينة بوينس آيرس» لعام 1996 وترشحيها كسفيرة للتانغو، وقد حصلت على جوائز أخرى كالرايز 2007 وعروض كلارين 2009 وبابلو بوديستا 2010.

## نشأتها

### الطفولة والشباب
ولدت نيلدا الفيرا فاتوونى، التي عرفت لاحقا بنيللى عمر، في 10 سبتمبر عام 1911 بقرية أتريبيدا وهي إحدى قرى بونيفاسيو وتعد منطقة من مناطق جواميتى في مقاطعة بوينس آيرس. وهي ابنة محافظ جنوة ماركوس فاتونى وسالوستيانا بيسوا ولديها تسعة أشقاء (أربع نساء وخمسة رجال). عام 1918 كان والدهاعازفا للجيتار وأحد منظمى عرض الثنائى خوسيه رازانى وكارلوس غارديل الذي عرض في مسرح الشعب، وكان مسئولا عن حجز التذاكر، وبعد حفلة نيلدا التقى بغارديل الذي علق قائلا: ومنذ ذلك اليوم سأتابع هذا الأثر في قلوب محبينا ومعجبينا للسمنة".
ومنذ طفولتها تمنت أن تصبح طيارا إلا أن أسرتها كانت تدفعها للغناء، وأعترفت في مقابلة" أردت أن أصبح طيارا، ولقد كان أخوتى بالفعل قد بدؤ بالطيران، وفي يوم من الأيام قلت لوالدى " جاء دورى" فأجابها: انتظرى. ومع ذلك، في عام1924 عند وفاة والدها في سن مبكر اثر نوبة قلبية وانتقلت مع أسرتها لمدينة بوينس آيرس حيث عملت بمصنع الغزل والنسيج للمساعدة في الصيانة المنزلية. وبحلول ذلك الوقت كانت قد درست بالفعل الفنون المسرحية والموسيقى والرقص.
و لقد صرحت نيللى عمر: لقد بدأت أدرس في الكلية التي توجد في مدينتى إلى أن فقدت والدى وعند بلوغى 11 عاما أتينا إلى بوينس آيرس، ولقد أصيب والدى بنوبة قلبية قبل ذهابى إلى مسرح كولون وبقيت أمى مع 10 أطفال، ومن هنا بدأت معاناتى، لقد أخذ المحامون كل ما تركه لنا والدى، وعندما كان عمرى 12 سنة بدأت العمل في مصنع واستخدمت ماكينة لحياكة الأعقاب، أصبحت لدى مهارة وأصبحت أكثر سرعة بالمقابل الحصول على مبلغ زهيد.

### ظهورها وشهرتها
في حين كانت عائلتها تمر بظروف اقتصادية صعبة، بدأت نيللى عمر بتنفيذ الاجراءات في مدرستها البالومار ومختلف العروض في سينما أرغوس في شارع فيديريكو لاكروثى، كما شاركت أيضا في مهرجان لجمع تبرعات لصالح نادى كوليخيالس، وكان له صدى واسع، كما تعاقدت مع مالك سينما أرغوس. وقد سمع غنائها اجناسيو كورسيني معلقا إعجابه لطريقتها في الغناء. وفي سن 17 سنة بدأت العمل في إذاعة إسبلينديد ومايو وريفادافيا. وُعرضت لاختبار أجراه عازف الكمان ميغيل ديليديكيى، وقد سمع مقطوعتها الموسيقية «لأمى» وألحقها بمجموعة«رماد الموقد» التي يترأسها خوسيه لويس سويلاس، وقدمت في محطات إذاعية مختلفة.
ولقد عملت مع شقيقتها نيليدا في إذاعة ستنتور التي تذاع من فلوريدا8 بين عامى 1932 و1933وقد علقت "عملنا لحن ريفى بإيقاع مقاطعة بوينس آيرس من حيث الأسلوب والأغانى وألحان ميلونغاس، وكأن التانغو خلق لى. وبالمناسبة إختارت نيلدا لشقيقتها اسم مستعار لتعرف به وبالفعل عرفت عام 1934 وقدمت برنامج انريكي مونيوا.
و بمضى وقت قصير إنضمت لمجموعة كوادروس الأرجنتينية بالتعاون مع الأخوين نافارينى وأنطونيو مولينا وظلت متزوجة من 1935 إالى 1943،  وعلاوة على ذلك إكتسبت شعبية بعد فوزها بالاستفتاء الأكبر للهاتف اللاسلكى لمجلة الوجه والقناع، وفي العام التالي بعد تمثيلها في سينما كارلوس غارديل في مدينة فالنتين ألسينا، وقد خصص لها لقب غارديل في التنانير وانتقدت بشدة،  وفي ذلك الوقت حصلت أيضا على لقب آخر من قبل الممثل انريكي دي روساس واصفا إياها بصاحبة«الصوت الفريد».
و بعد ذلك دعيت من قبل إذاعة بلغرانو لتعمل في أوقات الذروة ولتقوم بجولة لعدة مناطق في الأرجنتين، وإجمالى عروضها الإذاعية كتبها إنريكي كاديكاموا والموسيقار أوميرو مانثى، بينما قامت بتمثيل شخصيات ك ليبرتاد لاماركى وأغوستين ماغالدى. منحتها جمعية المؤلفين والملحنين عام 1942 شهادة تقدير في ملهى ليلى بنوفلتلى وقد سلموها وسام ولقبوها "بالصوت الدرامى للتانغو.
و لقد سجلت أولى ألبوماتها عام 1946 برعاية فرقة أوديون وبمساعدة فرانسيسكو كانارو وسجلت أيضا عشر ألحان موسيقية منها: «وداعا يا بامبا» و «أغنية اليائسات» و «النضرة والشرق» و «زهور الخريف» و «شعور راعى» و «عينيه مغمضتان» و «أتركنى لا أريد رؤيتك أبدا» و «نشيد بوينس آيرس» و «من الروح» و «نبل الأحياء الفقيرة». ولقد سجلت عام 1951 مع «شركة فيكتور ار سى ايه» ألبوما من 78 لحن من نظام ار بى ام مثل «الفقر المدقع» و «إنه الشعب» برفقة فرقة الأوركسترا دومينجو مارافيوتى والكورال فانى داى.

### حياتها السينيمائية
كانت حياتها السينمائية قصيرة ولقد حصلت فيها على أربعة ألقاب،  وقامت بتصوير«نشيد الحب» عام1940 إخراج خوليو إريغوين وبمشاركة المطرب كارلوس فيفان وسجلت معه ثلاثة عشر أغنية، وقامت بتصوير فيلم «أنغام أمريكا» في شهر يناير 1942 للمخرج إدواردو موريرا وقامت بغناء «هطول الأمطار» للموسيقار كاتولوا كاستيلو وللمؤلف خوسيه غونزاليس كاستيلو. إستبدلت صوت الممثلة ميكا أورتيز في فيلم «حياتى ملكك» أثناء المشهد التي كانت تقوم بغناء التانغو والميلونغاس للموسيقار إنريكي سانتوس ديسيبلوا. وبمرور 57 عاما بدون تمثيل غامرت عام 2008 بالمشاركة في فيلم وثائقى للتانغو «مقهى الملحنين» للمخرج ميغيل كوهان وشارك في البطولة كلا من: البرتو بوديستا وغابرييل كلاوسى وليوبولدو فيديريكو وإميليو بالكارسي وخوان كارلوس غودوي.

### الإضطهاد السياسى والمنفى
حافظت نيللى عمرعلى صداقتها الوثيقة بالسيدة الأولى إيفا بيرون منذ عام 1940. ولقد إعترفت لاحقا بإن إيفيتا أعجبت بغنائها ولذلك تدخلت للسماح لها للعمل في إذاعة إسبلتديد، ولقد قالت نيللى عمر:
و لأول مرة في حياتى تدخل شخص للسماح لى بالعمل في إذاعة إسبلنديد، كانت هي إيفيتا، وليس لأننى طلبت، ولكنها لم تستطيع ان تفهم كيف لا تمنحنى برنامج للراديو، لأنها تحب الغناء والمزيد من الغناء وان أغنى العديد من الاشياء لنا، دفعنى هذا لتسجيل موسيقى ميلونغا «الفقر المدقع» و «إنه الشعب».

شاركت نيللى عمر في عهد الرئيس خوان دومينجو بيرون في أهم هذه الاحتفالات التي قامت بها الحكومة، وعبرت  قائلة: لم أكن أبد سياسية ولكنى شاركت لأننى بيرونية تابعة لبيرون وإيفيتا ". ومع ذلك حدث انقلاب عام 1955 بقيادة إدواردو لوناردى أطاح فيه بيرون وأرتكب ما يطلق عليها ثورة الحرية. ولقد تم إدراج العديد من الشخصيات في القائمة السوداء بوجود حكومة الأمر الواقع، ولقد تمت الإشارة إلى الشخصيات التي مازالت تحتفظ بعلاقتها مع عائلة بيرونى لكى يكونو تحت المراقبة. ولقد خضعت شخصيات أخرى بارزة للرقابة بالإضافة إلى نيللى عمر منها: سابيتا أولموس وفاني نافارو وتيتا ميريو. ومنذ ذلك الوقت، كانت أعمالهم متفرقة، بإمكانها تسجيل عمل واحد في شارع مايو 800 والآخر في مقصف "فوراستيرو". قالت نيللى عمر: اقتحموا منزلى ثم أسكتوني، دخلو مسرعين، وفي يد أحدهم نبيذ في كيس غليظ، كساعى البريد. ولقد فتح كاتب العدل السجل، وسأل: ماذا أفعل؟، " أغلقه، ولا تفعل شئ" أجبته هكذا، أنا لست خائفة. وبعد ذلك بدأ في التجول هنا وهناك، وخبط الأبواب، لم يعطنى أحد رقم، كل أصدقائى إختفوا، كنت أريد العمل، لا أكثر. حتى بدا عمل في مقصف فوراستيرو، وذهبت إلى هناك، حيث أتيحت لى الفرصة للانضمام، لأننى تخليت عن ما لدى قليلا، ولكننى كنت مخطئة جدا. وبدون عمل، إضطرت للمغادرة إلى مونتيبيديو، حيث عرضت عليها صديقتها تيتا ميريو اقتراح بالعمل لعام 1958، ثم سافرت إلى فنزويلا حيث ظلت ما يقرب من عام هناك. ولدى عودتها إلى الأرجنتين برفقة ارتورو فرنديث تخلت عن نشاطها الفنى،  ومع ذلك ظهرت على شاشات التلفزيون عام 1966 و 19969، وو لقد سجلت ألبوما مع عازف الجيتار روبرتو جريلا عام 1969 بناء على طلب من رينالدو يسو. ولقد عادت لعروضها العامة بالتحديد عام 1972 مع عازف الجيتار خوسيه كانيت. وعلى مدار عقد من 1980 عملت مع فرقة الأوركسترا للموسيقار البرتو دي باولو،  وفي نفس الوقت مارست نشاطها أيضا كملحنة لنسخ أغاني كالفالس "لأجلك أنت" بصحبة عازف الجيتارخوسيه فرانسينى، كما قامت بتلحين بوليرو التي سجلها ليو ماريني "أكوام الرمال" وموسيقى ميلونغاس منها: "القرنفل والزهور" " با دوميسنى" مع أنيبال كوفري، وقامت بتلحين الفالس منها: "إلى جوامينى"، "الأغانى والغموض"، "الإجابات الأربع"، "طريقى"، "يوم الحقيقة"، "الخداع والعاطفة"، "دقة ودقة"، وقامت بتلحين الأغانى منها: "أنها جميلة"، "كاتدرائية الجنوب"، والتانغو منها: " الحب والمصادفة"، "الحب والصمت".

## العودة إلى الأرجنتين

### من عام1990إلى2000
إكتسبت نيللى عمر في السنوات الأخيرة شعبية لتألقها ونجاحها الباهر، وأصبحت الفنانة الأرجنتينية الوحيدة في مثل عمرها تواصل نشاطها الفنى. ولقد أعلن حصولها عام 1996 على جائزة «المواطن البارز لمدينة بوينس آيرس» وحصلت أيضا على جائزة الملحن الكبيرمن جمعية المؤلفين والملحنين (جمعية المؤلفين والملحنين الأرجنتينية) وبعد ذلك بعام عن سن 86 عام سجلت ألبوم يضم بعض الألحان «كما ينبغى أن يكون» لإدواردو آرولاس وغابرييل كلاوسى بالإضافة لأغانى أخرى للكاتب هيكتور أوفييدو «غطاء الحياة» «الضوء الذي ينير لى» برفقة عازفى الجيتار بارتولومي باليرمو وباكو بينيالبا. كما ظهرت عام 1998 في نادى النبيذ وفي حفلة في مسرح الزعيم البيار بصحبة الراقص خوان كارلوس كوبيس.

ولقد قدمت موسيقى «التانغو» و«لأجلك أنت» عام 2000 مع رباعية عازفى الجيتار لكارلوس خواريز للقناة 7،  وبعد ما اندمجت في المهرجانات سافرت للعمل مع فرقة أوركسترا الموسيقية «الأرانكى»  ولقد حصلت على جائزة «جريئة» ثلاث مرات متتالية (مابين 2002 و 2004) في الموسيقى والتانغو والمسار الفنى،  وعلى جوائز أخرى عام 2006 تشمل تميزا خاصا في تسليم الجوائز الفضية وشهادات تقدير من مؤسسة كونيكس.
و لقد سجلت ألبوم وهي في عمر93عاما لمجموعة من أغاني التراث بعنوان " الجالية" بإشراف غوستابو سانتاؤلايا، ولقد علقت عن عملها هناك قائلا: كنت سعيدة ولكنه تأخر جدا، وأرسلت لهم رسالة موثقة وحينئذ إستدعونى". وفي شهر مايو بنفس العام ترأست حفلات موسيقية بإستاد لونا بارك، حيث كانت الحفلة محصورة بين تكريمها بالصور والتعقيب على حياتها الفنية من سبعة عقود. وعادت من جديد عام 2009 لإستاد لونا بارك مع الراقص خوان كارلوس كوبيس وعازف الجيتار كارلوس خواريز.
وفي نهاية ذلك العام، تسلمت شهادة تقدير من مجمع «تينيريفي إسباثيو للفنون» برفقة ليوناردو فافبيو.و لقد منحها راؤول لابيى عام2010 جائزة بابلو بوديستا من مجلس الشيوخ الوطني الأرجنتيني. وأثناء مسيرتها الفنية الطويلة حصلت على جوائز أخرى كجوائز «أتاوالبا» لمسارها الفنى عام 2009 و«رايس» 2007 وجائزة عروض كلارين كرمز للتانغو 2009 وكانت إحدى المرشحات كأفضل مغنية للتانغو من الإناث عام 2005 خلال مهرجان «جوائز كونيكس».

### المئوية
أتمت نيللى عمر 100 سنة يوم 10 سبتمبر 2011، كان ذلك حافز للعديد من التكريمات والحوافز. وعلى الرغم من تمامها قرن من حياتها، ذهبت للتصويت خلال الإنتخابات الرئاسية عام 2011. ولقد صرحت قائلا: المثال الذي يعطيه الشعب عندما لايكون هناك خطأ في كل الأحوال سيكون من الضرورى التحلى بالصبر والانتظار لانتخابات أخرى". ولقد إحتفلت بعيد ميلادها في شهر نوفمبر بإستاد لونا بارك مع حفل موسيقى شاركت بالغناء فيه مع الراقص خوان كارلوس كوبيس وفرقة إيريكا دي سالفو. وهناك عزفت ألحان مثل "جنوب" " الحب والصمت" "من الروح" "فقر مدقع" ومنذ هذه اللحظات أصبحت نيللى عمر الشخصية الوحيدة بالعالم في مثل عمرها تحيى حفلة موسيقية لأكثر من ساعة. ولقد منحت نيللى بآواخر الشهر جائزة "جريئة" الذهبية لمسارها الفنى.
و في 4 يناير 2012 دخلت معهد دوبوترين بعد تعرضها لحادث منزلى تسبب في كسر بذراعها الأيسر وبعدذلك بيومين  كان لابد من تدخل جراحى، وفي فبراير دخلت مصحة جويميز بسبب عدوى بقسم العناية المركزة ولهذا السبب، وبناء على طلب الرئيس كريستينا فرنانديز دي كيرشنر زار وزير الدولة للثقافة خورخي كوسكيا معهد الصحة. وفي نهاية شهر مارس 2012 دخلت مجددا العناية المركزة بعد تعرضها ل حادث آخر لضربة في الكوع الأيسر. وقالت نيللى عمر:
أتمنى أن أقع في الحب، أجمل شئ هناك هو الحب، بغض النظر عما يعتقدون «هذا جنون»، أود أن أكون مع شخص لديه ما يكفى من الحب ليشاركنى إذا أنا توفيت، لا أعتقد أن يسأل كثيرا أليس كذلك؟، ليس لدى عائلة، أصدقاء فقط، ولكن الموسيقى تعطينى أفكار جيدة وهذا يحررنى من محنتى، إذا غنيت، نعم انا سعيدة.

### الوفاة
توفيت نيللى عمر بسكتة قلبية أثناء نومها صباح يوم 20 ديسمبر 2013 عن عمر يناهز 102 عام في مستشفى جامعى (مركز التعليم والفحوصات الطبية) بمدينة بوينس آيرس، وكان جثمانها مغطى بقاعة نوبل، المقر الرئيسى لجمعية المؤلفين والملحنين الأرجنتينية، قبل نقله للضريح التي تمتلكه الجمعية في مقبرة تشاكاريتا،  ومن المتوقع حرق جثمانها لنقله لاحقا للمتحف الذي يحمل إسمها.
وبعد وفاتها صرح الموسيقار خوسيه ليوناردو كولانجيلو قائلا: نحن حزينون جدا لأنها نموذج ونحن دائما بحاجة لهؤلاء الموهوبين وظلت نيللى لسنوات عديدة ناجحة وذات شخصية عظيمة، إنها شخصية كبيرة وهي امرأة عرفت تؤدى حياتها ووظيفتها، اليوم سنبكي جميعا وسنتذكرها دائما وهذا النوع من الناس لا يموت لانها تركت لنا أعمالها. وفي الوقت نفسه عرف الراقص خوان كارلوس كوبيس «شعور متفاقم، بموتها سقطت أوراق شجرة التانغو الجميلة التي أعطت ولا تزال تعطى الأرض على حد سواء».

### حياتها الشخصية
تزوجت نيللى عمر بأنطونيو مولينا عام 1935 وظلت معه ثمانى سنوات ولكنها انفصلت بعد شهرين. ولقد صرحت نيللى عمر بهذه الكلمات: «كان هو وصمة عار بالنسبة لى، لكن الحب لحماتى التي أعتبرها أمى الثانية منع (إنفصالى)... لدرجة أنى شككت أنه لا توجد نتيجة: لا يوجد زوج ولا شئ جيد ولا أي شئ آخر، كان كل ذلك وهم، وكل ما ندعوه اليوم هو الغموض». لم تتزوج نيللى عمر مرة أخرى.
و لقد إلتقت بهوميرو مانثي عام 1937 عندما أتمت أعمالها في برامج لإذاعة بلغرانو التي عملت بها نيللى عمر:
ويشار إلى أن مانثى خصص لها كلمات التانغو «مالينا»، بينما أكد آخرون أنه خصصها لمالينا من طليطلة وهي مغنية من الأرجنتين، ولقد قابلها في سان بابلوا أثناء عودته لبوينس آيرس من رحلة إلى المكسيك. وبالإضافة إلى ذلك، أعجبت نيللى عمر بكلمات «هي فقط» و «لا شئ على الإطلاق» و «جنوب» التي خصصت لها، وعلى الرغم من جهود مانثى لميل قلبها له، إلا أنه فشل ومات قبل أوانه عام 1951.
و لقد إعترفت نيللى عمر بأن رجلا انتحر بعدما رفضت أن تكون على علاقة معه، «شخص ما إنتحر»، لم أستطع التوافق معه، ولقد أخبرنى في يوم 18 مارس بأنه إذا لم تعطنى الرد بنعم، سأرحل عن الحياة. وفي اليوم الثالث، قال لى صديق مقرب لكلانا أنه توفى لظروف ما. ولقد عبرت قائلا :«لم أكن مصدومة لأننى أعتقد أنه يجب ألَّا يكون أعمى أمام الحقيقة». وبعد ذلك ظلت مخطوبة ثمانى سنوات مع أنيبال كوفري إلى أن وافاته المنية بمرض الكوليرا، وعندما كان عمرها 82 عام إلتقت بإيكتور أوبييدوا عام 1933 وصفته «بأنه رجل ممتاز، أحببته كثيرا، لكن حبه لى كان أكثر، كنا سعداء».

## إرثها
تعتبر نيللى عمر الشخصية الوحيدة في الأرجنتين والعالم التي ما زالت نشطة بالرغم من تقدم عمرها. ولقد عبر المحافظ دانيال سيولي خلال حفل التكريم «إننا نكرم تاريخها الفنى وأعمالها الباقية والتي لا نزال نرغب في المساهمة في الثقافة الشعبية» وتعهد بالمساهمة برأس المال لإنشاء متحف في مسقط رأسها. ولقد علق المذيع والباحث نيستور بينسون قائلا: «إلقائها وأدائها وأسلوبها التام وذوقها الجيد، باختصار أدائها الموسيقي جعلت من نيللى عمر نموذج ومثال للمغنين والآن وبمضى أكثر من تسعين عاما، إننا لا نزال نطرب بصوتها العذب».
تم منحها لقب سفيرة التانغو من قبل وزارة الثقافة الوطنية، في أغسطس 2010، «لكونها تعتبر الممثل الحقيقى للثقافة الوطنية، سواء بالنسبة لموهبتها في الغناء والتأليف والتلحين وكذلك في التمثيل، وكانت هذه مجرد بعض سماتها الفنية». ولقد أفاد مرسوم نشر في الجريدة الرسمية «بأن صوتها من إحدى الأصوات المتميزة من بين أصوات الإناث للتانغو، وكانت دائما معروفة بكرمها وصدقها وهذا سبب إعجابنا بها على مدار مسيرتها الطويلة ولكونها مثال حقيقى للعزم والوفاء والإخلاص الذي يصل أحيانا للمثالية».
في عام 2005 خلال تقرير يومى لصحيفة الوطن، سألها الصحفى ماورو أبيسيا «هل توقفتى عن أعمالك؟» فأجابته نيللى عمر:بالإضافة للسينما، أود أن أسجل أكثر... مع الأوركسترا الحديثة على الرغم من أننى حقا لا أعتقد أنها كذلك، ولكننى أردت العودة، أحب شخصا ما، أشاركه في التنزه والطعام والذهاب للسينما أو للمسرح ونأخذ قارب ونذهب إلى كولونيا، وهذا هو أجمل شئ هناك.
أما في عام 2009 سألها جاسبارثيميرمان من صحيفة كلارين " ما الذي تودين تذكره؟ أجابته المغنية : أنا لست مطربة، ولكننى شخصية جميلة، أنا أفكر إذا أنا موجود. أتألم كثيرا عندما لا أستطيع مساعدة شخص ما، ولكن عادة ما أستطيع ولكنى أبذل قصارى جهدي، ولكننى لا أنتظر مكافأتى بشئ ما : عندما أعطى، أعطى من القلب، إذا أخبرنى شخص بأن لديه دين، وسأدفع عنه الدين.
و بعد وفاة الممثل والمغنى الهولندى يوهانس خيسترز (1903 -2011) أصبحت المطربة الأنشط والأطول عمرا في العالم.

## الأفلام التصويرية
1940 : نشيد الحب.
1942 : أنغام أمريكا.
1951 : حياتى ملكك.
2008 : مقهى الملحنين.
2014 : المطربة الوطنية نيللى عمر. (قبل الإنتاج)

## ألبومات التصوير الجزئية

### الألبومات الأساسية
من الروح
الكريول
منذ ذلك الحين
فراشة
الأغانى والغموض
صبى

### الأغانى الأساسية
«الحب والصمت»
«هكذا تكون نينون»
«من الروح»
«الفقر المدقع»
«ستبكى، ستبكى»
«الطبقة الأرستقراطية»
«أمسية»
«أنا لا أعرف لماذا أحبك»
«طريقى»
«لأجلك أنت»
«دقة ودقة»
«مشاعر وخداع»

## روابط خارجية
- نيللي عمر على موقع IMDb (الإنجليزية)
- نيللي عمر على موقع ميوزك برينز (الإنجليزية)
- نيللي عمر على موقع ديسكوغز (الإنجليزية)
- نيللي عمر على موقع قاعدة بيانات الفيلم (الإنجليزية)